# Lew Beck
Lewis William Beck Jr. (Portland, 19 april 1922 – Great Falls, 3 april 1970) was een Amerikaans basketballer. Hij won met het Amerikaans basketbalteam de gouden medaille op de Olympische Zomerspelen 1948.

## Carrière
Beck speelde voor het team van de Oregon State University (Oregon State Beavers) en de Phillips 66ers Oilers. Hij speelde ook volleybal. In 1948 maakte Beck deel uit van het Amerikaans basketbalteam dat deelnam aan de Olympische Spelen in Londen. Dankzij winst van de Verenigde Staten in de finale tegen Frankrijk behaalde Beck met de VS de Olympische titel. Tijdens deze Olympische Spelen was Beck kapitein van de ploeg en speelde hij 7 wedstrijden, inclusief de finale. Gedurende deze wedstrijden scoorde hij 33 punten. Op 3 april 1970 overleed Beck aan de gevolgen van kanker.
In 1981 werd hij opgenomen in de Oregon Sports Hall of Fame. Elk jaar krijgt de beste nieuwkomer aan OSU de Lew Beck Memorial Award.

## Erelijst
- Olympische Zomerspelen: 1948
- Oregon Sports Hall of Fame: 1981[4]
- OSU Athletics Hall of Fame: 1988[5]

11 Lew Beck · 
12 Ralph Beard · 
15 Alex Groza · 
23 Cliff Barker · 
24 Ray Lumpp · 
26 Kenny Rollins · 
27 Wallace Jones · 
30 Vince Boryla · 
33 Don Barksdale · 
55 Jesse Renick · 
66 Gordon Carpenter · 
77 Jackie Robinson · 
90 Bob Kurland · 
99 Robert Pitts · 
Coach Bud Browning